# تك تكاب (حسينية انديمشك)
تك تکاب (بالفارسية: تک‌تکآب) هي قرية تقع في إيران في قسم حسینیة الريفي. يقدر عدد سكانها بـ 163 نسمة بحسب إحصاء 2016.